# Jiří Meduna
Jiří Meduna (4. dubna 1932 Brno – 7. listopadu 2007 Brno) byl moravský archeolog, významný specialista na dobu laténskou.
Jeho manželkou byla archeoložka (se specializací na období eneolitu) Anna Medunová (za svobodna Anna Benešová, některé práce publikovala pod jménem Anna Medunová-Benešová).

## Vzdělání a kariéra
Studia archeologie na Filosofické fakultě University Jana Evangelisty Purkyně (nyní Masarykova univerzita) v Brně ukončil v roce 1956, jeho diplomová práce nesla název Osídlení Moravy Kelty. V letech 1956 až 2000 působil jako vědecký pracovník v Archeologickém ústavu ČSAV v Brně. V roce 1964 získal titul CSc.
Keltským osídlením Moravy se zabýval od absolutoria archeologie na brněnské univerzitě, problematiku obsáhl v celé šíři. Pozornost věnoval keltským pohřebištím (zveřejnění několika starších nalezišť – Ponětovice, Pustiměřské Prusy aj.; publikování jejich soupisu; precizování počáteční fáze keltských pohřebišť na Moravě).
Těžištěm jeho práce se stala otázka poznání moravských keltských sídlišť. Monografie Die latènezeitlichen Siedlungen in Mähren, 1980 společně se současně publikovaným materiálovým katalogem se soupisem laténských lokalit Die latènezeitlichen Siedlungen und Gräberfelder in Mähren (1980), tvoří jedno ze stěžejních děl moravské prehistorie).
K poznání keltského osídlení Moravy přispěl kromě řady menších výzkumů (Brno-Horní Heršpice, Klentnice, Němčany, Pravčice aj.) i rozsáhlým terénním výzkumem keltského oppida Staré Hradisko. Zde zpracoval nejen materiál, získaný vlastními výzkumy (1964–1966, 1972–1973), ale i materiál z výzkumů Jaroslava Böhma ve 30. letech a precizně publikoval starší fondy ze sbírek muzeí v Boskovicích, Brně, Olomouci, Plumlově, Praze a Prostějově. Stal se uznávaným předním evropským odborníkem na dobu laténskou. Byl jmenován dopisujícím členem Německého archeologického ústavu.

## Výběr z publikací
- Staré Hradisko. Katalog der Funde im Museum der Stadt Boskovice. Fontes Archeologiae Moravicae II. Brno 1961.
- Laténské pohřebiště v Pustiměřských Prusích (o. Vyškov), Sborník Československé společnosti archeologické 2, 1962, 167-186.
- Laténské žárové hroby na Moravě, Památky archeologické LII, 1962, 275-281.
- K otázce počátku pohřbívání na plochých keltských pohřebištích na Moravě, Archeologické rozhledy XVII, 1965, 795-825.
- Das keltische Oppidum Staré Hradisko in Mähren, Germania 48, 1970, 34-59.
- Laténské pohřebiště v Brně-Horních Heršpicích, Památky archeologické LXI, 1970, 225-235.
- Staré Hradisko II. Katalog der Funde aus den Museen in Brno (Brünn), Praha (Prag), Olomouc, Plumlov und Prostějov, Fontes Archeologiae Moravicae V, Brno 1970.
- Laténský depot ze Ptení (o. Prostějov), Sborník Československé společnosti archeologické 4 1970/71, 47-57.
- K otázce datování střelické spony. Archeologické rozhledy XXVI, 1974, 575-585.
- Die latènezeitlichen Siedlungen in Mähren. Praha 1980.
- Die latènezeitlichen Siedlungen und Gräberfelder in Mähren (Katalog), Fontes Archeologiae Moravicae XI. Brno 1980.
- Ein latènezeitlicher Fund mit Bronzebeschlägen von Brno-Maloměřice (Kr. Brno-Stadt), Bericht der Römisch-germanisches Kommission 73, 1992, 182-267.